# Слобода (Добросельское сельское поселение)
Слобода — деревня в Монастырщинском районе Смоленской области России. Входит в состав Добросельского сельского поселения. Население — 2 жителя (2007 год). 
Расположена в западной части области в 18 км к юго-западу от Монастырщины, в 60 км западнее автодороги А141 Орёл — Витебск, на берегу реки Вельнянка. В 60 км восточнее деревни расположена железнодорожная станция Васьково на линии Смоленск — Рославль. 

## История
В годы Великой Отечественной войны деревня была оккупирована гитлеровскими войсками в июле 1941 года, освобождена в сентябре 1943 года.